# Giải bóng đá hạng nhất quốc gia Bỉ 1965–66
Đây là thống kê của Giải bóng đá hạng nhất quốc gia Bỉ mùa giải 1965-66.

## Tổng quan
Giải có sự tham gia của 16 đội, và R.S.C. Anderlecht giành chức vô địch.

## Bảng xếp hạng
| Vị thứ | Đội bóng                     | St | T  | H  | B  | BT | BB | Đ  | HS  | Ghi chú                                       |
| ------ | ---------------------------- | -- | -- | -- | -- | -- | -- | -- | --- | --------------------------------------------- |
| 1      | R.S.C. Anderlecht            | 30 | 21 | 5  | 4  | 88 | 18 | 47 | +70 | Tham gia European Cup 1966-67.                |
| 2      | K. Sint-Truidense V.V.       | 30 | 18 | 4  | 8  | 43 | 29 | 40 | +14 |                                               |
| 3      | Standard Liège               | 30 | 16 | 8  | 6  | 47 | 24 | 40 | +23 | Tham gia European Cup Winners' Cup 1966-67.   |
| 4      | Beerschot                    | 30 | 15 | 9  | 6  | 45 | 29 | 39 | +16 |                                               |
| 5      | Club Brugge K.V.             | 30 | 12 | 11 | 7  | 56 | 39 | 35 | +17 |                                               |
| 6      | KV Mechelen                  | 30 | 13 | 7  | 10 | 35 | 39 | 33 | -4  |                                               |
| 7      | La Gantoise                  | 30 | 11 | 8  | 11 | 47 | 62 | 30 | -15 | Tham gia Inter-Cities Fairs Cup 1966–67.      |
| 8      | R.F.C. Tilleur-Saint-Nicolas | 30 | 9  | 12 | 9  | 30 | 37 | 30 | -7  |                                               |
| 9      | R.F.C. de Liège              | 30 | 11 | 7  | 12 | 52 | 46 | 29 | +6  | Tham gia Inter-Cities Fairs Cup 1966–67.      |
| 10     | Royal Antwerp FC             | 30 | 11 | 7  | 12 | 43 | 44 | 29 | -1  | Tham gia Inter-Cities Fairs Cup 1966–67.      |
| 11     | Lierse S.K.                  | 30 | 8  | 10 | 12 | 30 | 40 | 26 | -10 |                                               |
| 12     | Racing White                 | 30 | 8  | 8  | 14 | 36 | 47 | 24 | -11 |                                               |
| 13     | Daring Club Bruxelles        | 30 | 7  | 10 | 13 | 25 | 31 | 24 | -6  |                                               |
| 14     | Beringen FC                  | 30 | 7  | 6  | 17 | 29 | 51 | 20 | -22 |                                               |
| 15     | K Berchem Sport              | 30 | 4  | 10 | 16 | 24 | 52 | 18 | -28 | Xuống hạng Giải bóng đá hạng nhì quốc gia Bỉ. |
| 16     | Cercle Brugge K.S.V.         | 30 | 5  | 6  | 19 | 19 | 61 | 16 | -42 | Xuống hạng Giải bóng đá hạng nhì quốc gia Bỉ. |